# Junioren-Weltmeisterschaften im Rudern 2007
Die Junioren-Weltmeisterschaften im Rudern 2007 fanden vom 8. bis 11. August 2007 in Peking in China statt. Die Wettbewerbe wurden im Olympischen Ruder- und Kanupark Shunyi ausgetragen und dienten als Generalprobe für die olympische Ruderregatta 2008 auf derselben Anlage.
Bei den Meisterschaften wurden 13 Wettbewerbe ausgetragen, davon sieben für Jungen und sechs für Mädchen.
Teilnahmeberechtigt war eine Mannschaft je Wettbewerbsklasse aus allen Mitgliedsverbänden des Weltruderverbandes. Eine Qualifikationsregatta existierte nicht.

## Ergebnisse
Hier sind die Medaillengewinner aus den A-Finals aufgelistet. Diese waren mit sechs Booten besetzt, die sich über Vor- und Hoffnungsläufe sowie Viertel- und Halbfinals für das Finale qualifizieren mussten. Die Streckenlänge betrug in allen Läufen 2000 Meter.

### Junioren
| Bootsklasse                   | Gold | Gold    | Silber | Silber  | Bronze | Bronze  |
| ----------------------------- | --- | ------- | --- | ------- | --- | ------- |
| Einer (JM1x)                  | Bulgarien Aleksandar Aleksandrov | 7:04,77 | Deutschland Mathias Rocher | 7:05,89 | Kroatien Martin Sinković                                                                                              | 7:21,85 |
| Doppelzweier (JM2x)           | Deutschland Hagen Rothe Sebastian Peter | 6:24,08 | Volksrepublik China Han Wei Zhong Xiaotao | 6:33,30 | Ukraine Iwan Dowhodko Volodymyr Teterych                                                                              | 6:35,24 |
| Doppelvierer (JM4x)           | Volksrepublik China Teng Pengan Wang Shuo Li Hang Shan Haijiao                                                                                                  | 5:57,44 | Slowenien Matej Rojec Matevz Kaiser Vito Galicic Urban Ulcar                                                                                      | 5:57,85 | Lettland Martins Peterfelds Dairis Adamaitis Uldis Odins Lauris Sire                                                  | 5:58,86 |
| Zweier ohne Steuermann (JM2-) | Volksrepublik China Jin Shengjun Xue Feng | 6:46,34 | Kanada Anthony Jacob Conlin McCabe | 6:50,08 | Rumänien Ionut Minea Ciprian Focariu                                                                                  | 6:52,57 |
| Vierer ohne Steuermann (JM4-) | Vereinigtes Königreich Jack Morrissey Matthew Rossiter George Nash Kieren Emery                                                                                 | 6:06,76 | Deutschland Mario Jadatz Christopher Schang Lauritz Schoof Bastian Bechler                                                                        | 6:08,87 | Niederlande Bob van Velsen Govert Viergever Frank van der Ploeg Timo van Wittmarschen                                 | 6:09,41 |
| Vierer mit Steuermann (JM4+)  | Italien Francesco Zombi Adriano Scardino Francesco Baldi Massimiliano Landi Andrea Marcaccini (Stm.)                                                            | 6:32,67 | Frankreich Pierre-Julien Meunier Pierre D’Agata Benjamin Nosal Silvere Barde Anthony Benoit (Stm.)                                                | 6:34,71 | Deutschland Alexander Schiller Florian Schaffenberg Sebastian Seier Immo Ihnen Tim Berent (Stm.)                      | 6:36,83 |
| Achter (JM8+)                 | Deutschland Jannis Augustin Michael Schirmer Sebastian Wolff Hanno Peters Tim Lauterbach Felix Drahotta Jann-Edzard Junkmann Florian Bast Ben-Jack Drese (Stm.) | 5:41,86 | Neuseeland James Lassche Benjamin Wooding Benjamin Lynton Brad Ross Tyler Sherman James Orsbourn Josh Payne Tyson Williams Robert Salvesen (Stm.) | 5:44,34 | Volksrepublik China Pi Guibo Xie Tianqi Cao Shi Cao Xiao Liu Minglei Tian Yun Huang Li Liu Jiankang Ye Donghan (Stm.) | 5:48,24 |

### Juniorinnen
| Bootsklasse                   | Gold | Gold    | Silber | Silber  | Bronze | Bronze  |
| ----------------------------- | --- | ------- | --- | ------- | --- | ------- |
| Einer (JW1x)                  | Volksrepublik China Zhu Weiwei | 7:53,66 | Deutschland Tina Manker | 7:58,61 | Litauen Donata Vištartaitė | 7:59,49 |
| Doppelzweier (JW2x)           | Volksrepublik China Xu Rui Zhang Yangyang | 7:17,77 | Estland Kaisa Pajusalu Jevgenia Rondina | 7:20,43 | Österreich Birgit Pühringer Lisa Farthofer | 7:23,53 |
| Doppelvierer (JW4x)           | Deutschland Claudia Schiwy Clara Karches Mareike Adams Rebekka Klemp                                                                               | 6:34,00 | Belarus Maryia Smaliakova Volha Bushkova Maryna Maslava Hanna Bandarevich | 6:38,08 | Griechenland Evropi Konstantinidou Triantafyllia Kalampoka Paschalina Karamytiliou Christina Giazitzidou                                                  | 6:42,38 |
| Zweier ohne Steuerfrau (JW2-) | Volksrepublik China Hao Yuanyuan Ni Chaoqun | 7:33,17 | Deutschland Nadja Drygalla Ulrike Sennewald | 7:35,06 | Rumänien Mariana Todoran Cristina Ilie | 7:37,79 |
| Vierer ohne Steuerfrau (JW4-) | Volksrepublik China Liu Hong Han Yan Tian Chun Zhou Ru                                                                                             | 6:54,19 | Deutschland Anna-Maria Kipphardt Anja Broders Navina Passmann Ronja Schütte                                                                                                  | 6:57,07 | Belarus Volha Krasnikava Aliona Bakunovich Vera Svislionak Maryia Dubik                                                                                   | 6:59,58 |
| Achter (JW8+)                 | Rumänien Ionela Dobanda Mihaela Coteata Cristina Grigoras Anca Negrii Elena Trifoi Ioana Craciun Ramona Voicu Lavinia Curelet Silvia Papava (Stf.) | 6:27,47 | Deutschland Regina Pieroth Magdalena Jakschik Anne-Sophie Agarius Sina Geigenmüller Michaela Schmidt Ulrike Denker Madleen Kurpiela Nora von Gaertner Laura Schwensen (Stf.) | 6:29,07 | Vereinigte Staaten Grace Luczak Felice Mueller Caroline Nash Melisa Ongun Natalie Eisermann Elise Wilson Lauren Shook Molly Hamrick Alaizah Koorji (Stf.) | 6:30,17 |

## Medaillenspiegel
| Platz | Land                   | Gold | Silber | Bronze | Gesamt |
| ----- | ---------------------- | ---- | ------ | ------ | ------ |
| 1     | Volksrepublik China    | 6    | 1      | 1      | 8      |
| 2     | Deutschland            | 3    | 6      | 1      | 10     |
| 3     | Rumänien               | 1    |        | 2      | 3      |
| 4     | Bulgarien              | 1    |        |        | 1      |
| 4     | Vereinigtes Königreich | 1    |        |        | 1      |
| 4     | Italien                | 1    |        |        | 1      |
| 7     | Belarus                |      | 1      | 1      | 2      |
| 8     | Kanada                 |      | 1      |        | 1      |
| 8     | Estland                |      | 1      |        | 1      |
| 8     | Frankreich             |      | 1      |        | 1      |
| 8     | Neuseeland             |      | 1      |        | 1      |
| 8     | Slowenien              |      | 1      |        | 1      |
| 13    | Österreich             |      |        | 1      | 1      |
| 13    | Kroatien               |      |        | 1      | 1      |
| 13    | Griechenland           |      |        | 1      | 1      |
| 13    | Lettland               |      |        | 1      | 1      |
| 13    | Litauen                |      |        | 1      | 1      |
| 13    | Niederlande            |      |        | 1      | 1      |
| 13    | Ukraine                |      |        | 1      | 1      |
| 13    | Vereinigte Staaten     |      |        | 1      | 1      |
| Summe | Summe                  | 13   | 13     | 13     | 39     |